# Leyat
Leyat — французская фирма по производству автомобилей, основанная Марселем Леиатом в 1919 году (в 1913) в Париже. Производство располагалось на набережной Гренель (en:Quai de Grenelle).
Первая модель называлась Hélica, также была известна как 'Самолет без крыльев'. Пассажиры сидели друг за другом, в открытом кузове типа «тандем», как в самолетах того времени. Управлялся автомобиль задними колесами, приводился же движение четырехлопастным воздушным винтом. Двигатель — трехцилиндровый мотоциклетного типа «Scorpion» («ABC») воздушного охлаждения, мощностью 8 л.с. (6 кВт). Корпус был целиком сделан из фанеры, и весил всего 250 кг. С лицевой части винт защищался сеткой в целях безопасности.
Модель образца 1921 года «Тип 2H, серия D21» имела закрытый кузов, также типа «тандем». Двигатель — двухцилиндровый «ABC 9HP» воздушного охлаждения, мощностью 8 л.с. (5,6 кВт) при 1400…1800 об/мин. Диаметр цилиндра 91,5 мм, ход поршня 91,5 мм. Винт двухлопастный, диаметром 1,39 м. Зажигание от магнето. Подвеска колес независимая, колеса мотоциклетного типа. Масса в снаряженном состоянии 250 кг. Скорость 70 км/ч. 
В 1927 автомобиль Hélica достиг скорости 171 км/ч на трассе Монлери (en:Autodrome de Linas-Montlhéry). Лейат продолжал экспериментировать с конструкциями автомобилей, в том числе испытывал винты с двумя лопастями, а также построил модель с кузовом «купе». Между 1919 и 1925 годом ему удалось продать 30 автомобилей.
Ныне автомобиль Hélica (1921) можно увидеть в Музее искусств и ремесел, Париж.